# Hiroko Suzuki
Hiroko Nizuma, meglio conosciuta con il ring name Hiroko Suzuki (Aichi, 14 febbraio 1975), è una giornalista, politica e manager di wrestling giapponese, nota per i suoi trascorsi nella World Wrestling Entertainment tra il 2004 e il 2005.

## Biografia
Nel 2015 Hiroko Nizuma è stata eletta come membro del consiglio comunale della città di Funabashi.

## Carriera
Hiroko Nizuma debuttò nella World Wrestling Entertainment durante la puntata di Smackdown del 10 giugno 2004, con la gimmick della geisha giapponese, assumendo il ruolo di manager e interprete del marito Kenzo Suzuki. Intervenne scorrettamente in favore di quest'ultimo nella sua faida contro Billy Gunn, mentre nel periodo invernale ebbe alcuni screzi con Torrie Wilson, dalla quale fu sconfitta in un Kimono match il 10 febbraio 2005.
Il 30 giugno Hiroko e Kenzo si trasferirono nel roster di Raw per effetto della Draft Lottery, ma non apparirono mai nello show rosso poiché furono licenziati il 6 luglio.

## Vita privata
Hiroko Nizuma ha sposato il wrestler Kenzo Suzuki nel 2003, quando quest'ultimo era ancora sotto contratto con la New Japan Pro-Wrestling.